# Союз демократических левых сил

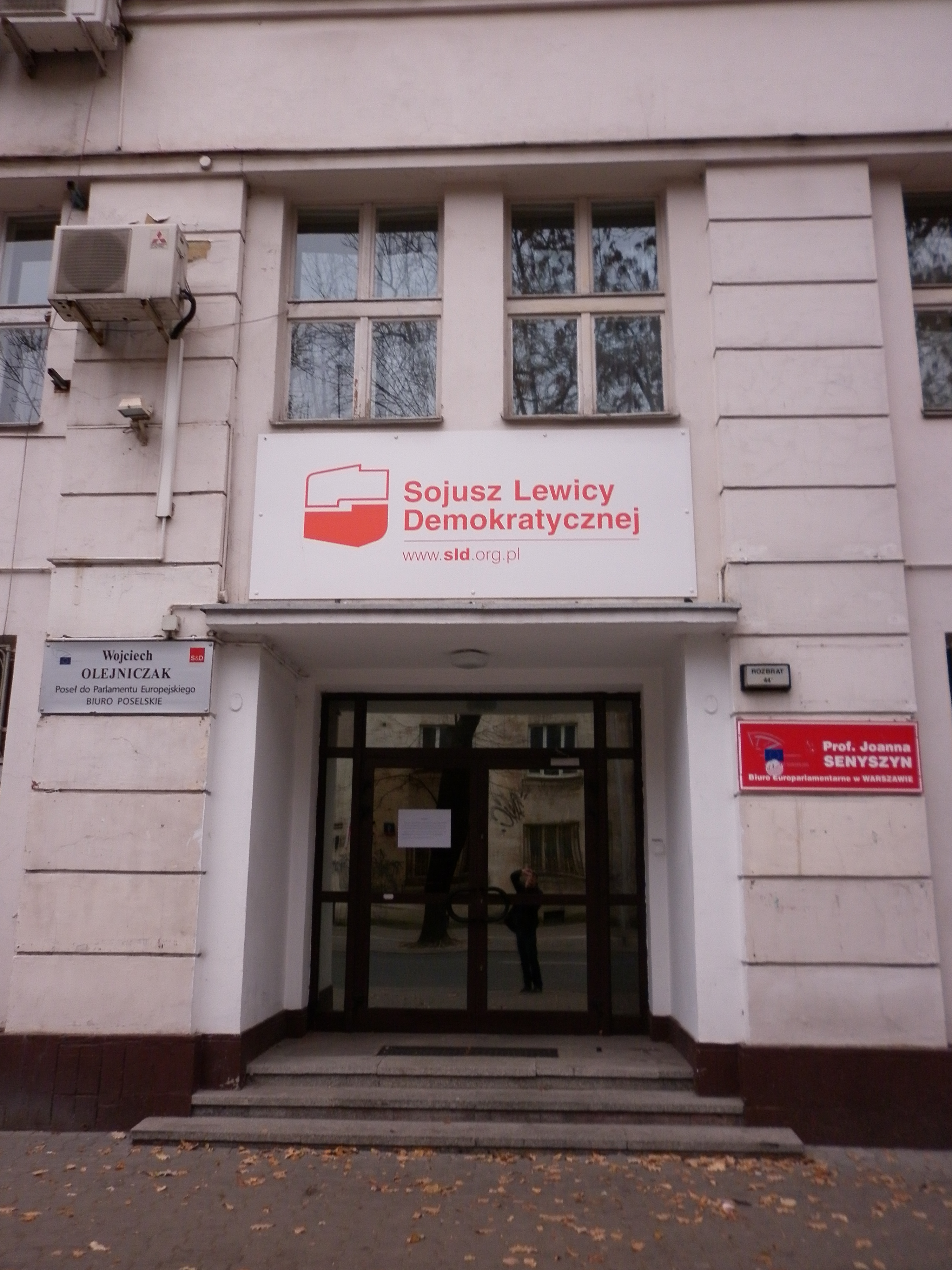
Штаб-квартира партии до 2012 года

«Союз демократических левых сил» (СДЛС, пол. Sojusz Lewicy Demokratycznej, SLD) — бывшая польская социал-демократическая политическая партия. Была основана в 1991 году бывшими членами Польской объединённой рабочей партии как избирательный блок, в 1999 году был преобразован в партию.
По результатам выборов 1993 и 2001 годов партия становилась правящей, и формировало правительство совместно с Польской народной партией и Унией труда. Кандидат партии Александр Квасьневский дважды становился Президентом Польши по результатам выборов в 1995 и 2000 году, причём в 2000 году став единственным польским президентом, одержавшим победу сразу в первом туре.
В 2021 году Союз демократических левых сил и леволиберальная партия «Весна» приняли решение об объединении в единую партию.

## История
9 июля 1991 года был сформирован предвыборный союз из основанных после роспуска бывшей правящей коммунистической Польской объединённой рабочей партии (ПОРП) групп левых и её преемницы — левой партии «Социал-демократия Республики Польша». В деятельности СДЛС участвовали различные профсоюзные организации (в том числе «Всепольский альянс профсоюзов»).
7 апреля 1999 года Лешек Миллер объявил о создании новой партии. Учредительный съезд прошёл 15 апреля 1999 года; к маю партия прошла регистрацию. В 2001 году коалиция СДЛС и Унии труда победила на парламентских выборах, получив 5 342 519 (41,04 %) голосов, 216 из 460 мест в Сейме и 75 из 100 — в Сенате. Премьер-министром стал Лешек Миллер. Его премьерство ознаменовалось коррупционными скандалами, имевшими большой общественный резонанс. 2 мая 2004 года, на следующий день после официального присоединения Польши к Евросоюзу, Миллер подал в отставку. Новым премьер-министром стал другой представитель СДЛС, бывший министр финансов Марек Белька. На парламентских выборах 2005 года партия потерпела сокрушительное поражение, получив 1 335 257 (11,3 %) голосов, 55 из 460 мест в Сейме и 0 мест в Сенате — меньше, чем популистская «Самооборона». После этого партия перешла в оппозицию. В 2006 году левоцентристские партии создали коалицию «Левые и демократы». На парламентских выборах 2007 года «Левые и демократы» получили 2 122 981 (13,15 %) голосов, 53 из 460 мест в Сейме и 0 мест в Сенате. В 2008 году коалиция распалась.
В авиакатастрофе под Смоленском 10 апреля 2010 года погибло несколько видных членов партии, в том числе Ежи Шмайдзиньский, который готовился стать кандидатом от партии на президентских выборах 2010 года. Вместо него на выборах выступил глава партии Гжегож Наперальский, занявший третье место с 2 299 870 (13,68 %) голосов.
На парламентских выборах 2011 года партия заняла 5 место с 8,24 %.
После этого лидером партии вновь был избран Лешек Миллер.

## Руководители партии
- Лешек Миллер, 15 апреля 1999 — 6 марта 2004;
- Кшиштоф Яник, 6 марта 2004 — 18 декабря 2004;
- Юзеф Олексы, 18 декабря 2004 — 29 мая 2005;
- Войцех Олейничак, 29 мая 2005 — 31 мая 2008;
- Гжегож Наперальский, 31 мая 2008 — 10 декабря 2011;
- Лешек Миллер, 10 декабря 2011 — 23 января 2016
- Влодзимеж Чажастый, 23 января 2016 — 9 октября 2021

## Организационная структура
СДЛС состоит из воеводских партийных организаций (wojewódzka organizacja partyjna) по одной на воеводство, воеводские из повятовых (powiatowa organizacja partyjna) по одной на повет или город на правах повета, повятовые из гминных (gminna organizacja partyjna) по одной на гмину или город, поветовые партийные организации городов на правах повета из клубов (koło), по одной на предприятие — производственный клуб (koło środowiskowe) или по одной на несколько домов — территориальное коло (koło terytorialne), малочисленные гминные партийные организации часто заменяются гминными клубами (koło gminne), также территориальные клубы могут существовать на уровне дельниц.
Центральная партийная организация
Высший орган — конгресс (Kongres), между конгрессами — национальная конвенция (Konwencja Krajowa), между национальными конвенциями — национальный совет (Rada Krajowa), состоит из 150 членов, высшее должностное лицо — председатель (Przewodniczący), прочие должностные лица — вице-председатели (Wiceprzewodniczący), генеральный секретарь (Sekretarz Generalny) и казначей (skarbnik), исполнительные органы — национальное правление (Zarząd Krajowy) и национальный исполнительный комитет (Krajowy Komitet Wykonawczy), состоит из 7 членов, высший контрольный орган — национальный партийный суд (Krajowy Sąd Partyjny), высший ревизионный орган — национальная ревизионная комиссия (Krajowa Komisja Rewizyjna).
Воеводские партийные организации
высший орган воеводской партийной организации — воеводский съезд (zjazd wojewódzki), между воеводскими съездами — воеводская конвенция (konwencja wojewódzka), высшее должностное лицо воеводской партий организации — председатель воеводского совета (przewodniczący rady wojewódzkiej), прочие должностные лица воеводской партийной организации — вице-председатели воеводского совета (wice-przewodniczący rady), секретарь воеводского совета (sekretarz rady wojewódzkiej) и казначей (skarbnik), между воеводскими конвенциями — воеводский совет (rada wojewódzka), исполнительные органы воеводской партийной организации — воеводское правление (zarząd wojewódzki) и воеводский исполнительный комитет (wojewódzki komitet wykonawczy), контрольный орган воеводской партийной организации — воеводский партийный суд (wojewódzki sąd partyjny), ревизионный орган воеводской партийной организации — воеводская ревизионная комиссия (wojewódzka komisja rewizyjna).
Поветовые партийные организации
Высший орган поветовой партийной организации — поветовый съезд (zjazd powiatowy), между поветовыми съездами — поветовая конвенция (konwencja powiatowa), между поветовыми конвенциями — поветовый совет (rada powiatowa), высшее должностное лицо — председатель поветового совета (przewodniczący rady powiatowej), прочие должностные лица — вице-председатели повятового совета (wiceprzewodniczący rady powiatowej), секретарь повятового совета (sekretarz rady powiatowej), казначей (skarbnik), исполнительный орган поветовой партийной организации — поветовое правление (zarząd powiatowy), ревизионный орган поветовой партийной организации — повятовая ревизионная комиссия (powiatowa komisja rewizyjna).
Гминные партийные организации
Высший орган гминной партийной организации — общее собрание членов (zgromadzenie ogólne członków), между общими собраниями членов — гминный совет (rada gminna), высшее должностное лицо — председатель воеводского совета (przewodniczący rady gminnej), прочие должностные лица — вице-председатели гминного совета (wiceprzewodniczący rady gminnej), секретарь гминного совета (sekretarz rady gminnej), казначей (skarbnik), исполнительный орган — гминное правление (Zarząd gminny).
Федерация молодых социал-демократов
Молодёжная организация — Федерация молодых социал-демократов (Federacja Młodych Socjaldemokratów, ФМСД). ФМСД состоит из воеводских организаций по одному на воеводство, воеводские организации из поветовых клубов (koło powiatowe) по одному на повет и город на правах повета.
Высший орган — конгресс (kongres), между конгрессами — национальный совет (rada krajowa), высшее должностное лицо — председатель (Przewodniczący), прочие должностные лица — вице-председатели (Wiceprzewodniczący), генеральный секретарь (Sekretarz Generalny), казначей (Skarbnik), исполнительные органы — национальное правление (zarząd krajow) и национальный исполнительный комитет (krajowy komitet wykonawczy), высший контрольный орган — национальный партийный съезд (krajowy sąd koleżeński), высший ревизионный орган — национальная ревизионная комиссия (krajowa komisja rewizyjna).
Воеводские молодёжные организации
Высший орган воеводской организации — воеводский съезд (Zjazd Wojewódzki), между воеводскими съездами — воеводский совет (Rada Wojewódzka), высшее должностное лицо — председатель воеводства (przewodniczący województwa), прочие должностные лица — вице-председатели воеводства (wiceprzewodniczący województwa), воеводский секретарь (sekretarz wojewódzki), казначей воеводства (skarbnik województwa), исполнительные органы воеводской организации — воеводское правление (Zarząd Wojewódzki), контрольный орган воеводской организации — воеводский арбитражный суд (Wojewódzki Sąd Koleżeński), ревизионный орган воеводской организации — воеводская ревизионная комиссия (Wojewódzki Sąd Koleżeński).
Поветовые молодёжные клубы
Высший орган поветового клуба — общее собрание членов (walne zebranie członków), между общими собраниями — совет клуба (rada koła), высшее должностное лицо — председатель поветового клуба (Przewodniczący koła powiatowego), прочие должностные лица — вице-председатели повятового клуба (wiceprzewodniczący koła powiatowego), секретарь повятового клуба (sekretarz koła powiatowego), казначей повятового клуба (skarbnika koła powiatowego), исполнительный орган клуба — правление клуба (zarząd koła).

## Электоральная история

### Парламентские выборы
| Выборы | Лидер                                                       | Голосов   | %     | Мест в Сейме | Мест в Сенате | Статус    |
| ------ | ----------------------------------------------------------- | --------- | ----- | ------------ | ------------- | --------- |
| 1991   | Влодзимеж Цимошевич                                         | 1 344 820 | 11,99 | 60 из 460    | 4 из 100      | Оппозиция |
| 1993   | Александр Квасьневский                                      | 2 815 169 | 20,41 | 171 из 460   | 37 из 100     | Коалиция  |
| 1997   | Влодзимеж Цимошевич                                         | 3 551 224 | 27,13 | 164 из 460   | 28 из 100     | Оппозиция |
| 2001   | Лешек Миллер                                                | 5 342 519 | 41,04 | 200 из 460   | 70 из 100     | Коалиция  |
| 2001   | Как часть коалиции «СДЛС — Уния труда», получившей 216 мест |           |       |              |               |           |
| 2005   | Войцех Олейничак                                            | 1 335 257 | 11,31 | 55 из 460    | 0 из 100      | Оппозиция |
| 2007   | Войцех Олейничак                                            | 2 122 981 | 13,15 | 40 из 460    | 2 из 100      | Оппозиция |
| 2007   | Как часть коалиции «Левые и демократы», получившей 53 места |           |       |              |               |           |
| 2011   | Гжегож Наперальский                                         | 1 184 303 | 8,24  | 27 из 460    | 2 из 100      | Оппозиция |
| 2015   | Лешек Миллер                                                | 694 150   | 4,57  | 0 из 460     | 0 из 100      | Оппозиция |
| 2015   | Как часть коалиции «Объединённые левые», не получившей мест |           |       |              |               |           |
| 2019   | Влодзимеж Чажастый                                          | 873 450   | 4,73  | 23 из 460    | 2 из 100      | Оппозиция |
| 2019   | Как часть коалиции «Левые», получившей 49 мест              |           |       |              |               |           |

### Европейские выборы
| Выборы | Лидер                                                 | Голосов | %     | Мест    | Фракция |
| ------ | ----------------------------------------------------- | ------- | ----- | ------- | ------- |
| 2004   | Лидия Герингер де Оденберг                            | 569 311 | 9,35  | 5 из 54 | S&D     |
| 2009   | Войцех Олейничак                                      | 908 765 | 12,34 | 7 из 50 | S&D     |
| 2014   | Войцех Олейничак                                      | 584 718 | 8,74  | 4 из 51 | S&D     |
| 2014   | Как часть «SLD — Уния труда», получившей 5 мест       |         |       |         |         |
| 2019   | Влодзимеж Чажастый                                    | 812 584 | 5,95  | 5 из 52 | S&D     |
| 2019   | Как часть «Европейской коалиции», получившей 22 места |         |       |         |         |

### Президентские выборы
| Выборы | Кандидат                        | 1-й тур   | 1-й тур | 2-й тур   | 2-й тур | Результат |
| Выборы | Кандидат                        | Голосов   | %       | Голосов   | %       | Результат |
| ------ | ------------------------------- | --------- | ------- | --------- | ------- | --------- |
| 1990   | Влодзимеж Цимошевич (Поддержан) | 1 514 025 | 9,21    |           |         | Поражение |
| 1995   | Александр Квасьневский          | 6 275 670 | 35,11   | 9 704 439 | 51,72   | Победа    |
| 2000   | Александр Квасьневский          | 9 485 224 | 53,90   |           |         | Победа    |
| 2005   | Марек Боровский (Поддержан)     | 1 544 642 | 10,33   |           |         | Поражение |
| 2010   | Гжегож Наперальский             | 2 299 870 | 13,68   |           |         | Поражение |
| 2015   | Магдалена Огурек (Поддержана)   | 353 883   | 2,38    |           |         | Поражение |
| 2020   | Роберт Бедронь (Поддержан)      | 432 129   | 2,22    |           |         | Поражение |